# Cesta 1 (Islandija)
Cesta 1 (islandsko Þjóðvegur 1) ali krožna cesta (Hringvegur) je državna cesta na Islandiji, ki poteka okoli otoka in povezuje večino naseljenih delov države. Skupna dolžina ceste je 1332 kilometrov. Nekatere najpriljubljenejše islandske turistične znamenitosti, kot so slapova Seljalandsfoss in Skógafoss, Dyrhólaey in ledeniška laguna Jökulsárlón, se nahajajo ob tej cesti.
Krog je bil sklenjen leta 1974 z odprtjem mostu čez reko Skeiðará, najdaljšega mostu na Islandiji, na jugovzhodu države.

## Značilnosti
Cesta je večidel dvopasovna, s po enim pasom za vsako smer. Kjer teče skozi večja mesta, je lahko število pasov večje, kot tudi v predoru Hvalfjarðargöng. Mnogi mostovi, posebej na vzhodnem delu, imajo samo en pas za obe smeri ter so zgrajeni iz lesa ali jekla. Cesta je skoraj v celoti asfaltirana; po spremembi številčenja cest novembra 2017 ostaja neasfaltiran le še nekaj kilometrov ceste ob obali fjorda Berufjörður na vzhodni Islandiji. Vzdrževanje in gradnja tako glavnih kot manjših cest je v pristojnosti islandske uprave za ceste Vegagerðin.
Omejitev hitrosti na večini ceste je 90 km/h in na neasfaltiranih odsekih 80 km/h.
V zimskem času večina ceste 1 ostane odprta in očiščena snega, nekateri odseki pa se lahko zaprejo. Najočitnejši tak primer je bil odsek ceste med Breiðdalsvíkom in Egilsstaðirjem (čez planoto Breiðdalsheiði) na vzhodu, zaradi česar so ga vozniki, ki so potovali med mestoma, morali obvoziti po ovinkasti obalni cesti preko Reyðarfjörðurja (nekdanjih cestah 96 in 92). Novembra 2017 je s spremembo številčenja cest ta odsek postal del ceste 1, pot čez Breiðdalsheiði pa je sedaj označena kot cesta 95.

### Nevarnosti
Nekateri odseki ceste vsebujejo nepregledne ovinke in grebene, enopasovne mostove in ozke prelaze. Pozimi lahko voznike ogrožata tudi poledica in močan veter.
Cesta 1 prečka nekatere nižine, zgrajene iz ledeniških naplavin (sandur), kar je oteževalo gradnjo ceste. Na teh mestih cesto ogrožajo tudi pogoste ledeniške poplave (jökulhlaup) med ali po izbruhih ognjenikov. Mostove in druge odseke ceste, ki jih prizadenejo, je zato pogosto potrebno znova zgraditi.

### Promet
Prometnost je na različnih odsekih po državi zelo različna: v Reykjavíku in njegovi okolici cesto dnevno uporabi 5000–10 000 vozil, medtem ko odseke, najbolj oddaljene od večjih mest, prevozi povprečno manj kot 100 vozil na dan.
Krožna cesta je priljubljena med turisti, saj pokriva večino države in se v njeni bližini nahaja mnogo znamenitosti. Cesto že dolgo uporabljajo islandske družine za poletne izlete, v zadnjih letih pa je čedalje bolj priljubljena med tujimi turisti, ki za pot najamejo avtomobil ali s trajektom pripeljejo svojega.

### Pomembnejše zgradbe
Cesta 1 poteka čez številne mostove in skozi nekaj predorov. Med največjimi so:
- predor Hvalfjarðargöng (5770 m)
- predor Almannaskarðsgöng (1300 m)
- predor Fáskrúðsfjarðargöng (5900 m)
- predor Vaðlaheiðargöng (v gradnji)

## Naselja
Ob cesti 1 se nahajajo naslednja naselja (v smeri urinega kazalca od Reykjavíka):
- Reykjavík
- Mosfellsbær
- Borgarnes
- Bifröst
- Blönduós
- Akureyri
- Reykjahlíð
- Egilsstaðir
- Reyðarfjörður
- Eskifjörður
- Fáskrúðsfjörður
- Stöðvarfjörður
- Breiðdalsvík
- Djúpivogur
- Höfn
- Kirkjubæjarklaustur
- Vík í Mýrdal (Vík)
- Skógar
- Hvolsvöllur
- Hella
- Selfoss
- Hveragerði

## Slike
- Tipičen odsek ceste pri Borgarfjörðurju
- Cesta 1 ob vzhodnih fjordih
- Prometni znaki
- Tabla z razdaljami pri Egilsstaðirju
- Vhod v predor Hvalfjarðargöng
- Enopasovni most
- Neasfaltiran odsek med Egilsstaðirjem in Höfnom